# Ветрен (Старозагорская область)
Ветрен (болг. Ветрен) — село в Болгарии. Находится в Старозагорской области, входит в общину Мыглиж. Население составляет 1291 человек.

## Политическая ситуация
В местном кметстве Ветрен, в состав которого входит Ветрен, должность кмета (старосты) исполняет Колё Димов Желев (Демократическая партия (ДП)) по результатам выборов.
Кмет (мэр) общины Мыглиж — Стойчо Иванов Цанев (Болгарская социалистическая партия (БСП)) по результатам выборов.